# Fazil Iskander
Fazil Iskander, född 6 mars 1929 i Suchumi, död 31 juli 2016 i Peredelkino utanför Moskva, var en sovjetisk-rysk författare från Abchazien.
Iskander växte upp i Kaukasien. Han studerade vid biblioteks- och litteraturinstitutet i Moskva mellan 1954 och 1959. Sedan arbetade han som journalist i Kursk, Brjansk och Suchumi innan han flyttade till Moskva för att livnära sig som författare.
Asteroiden 5615 Iskander är uppkallad efter honom.